# Cerul înstelat

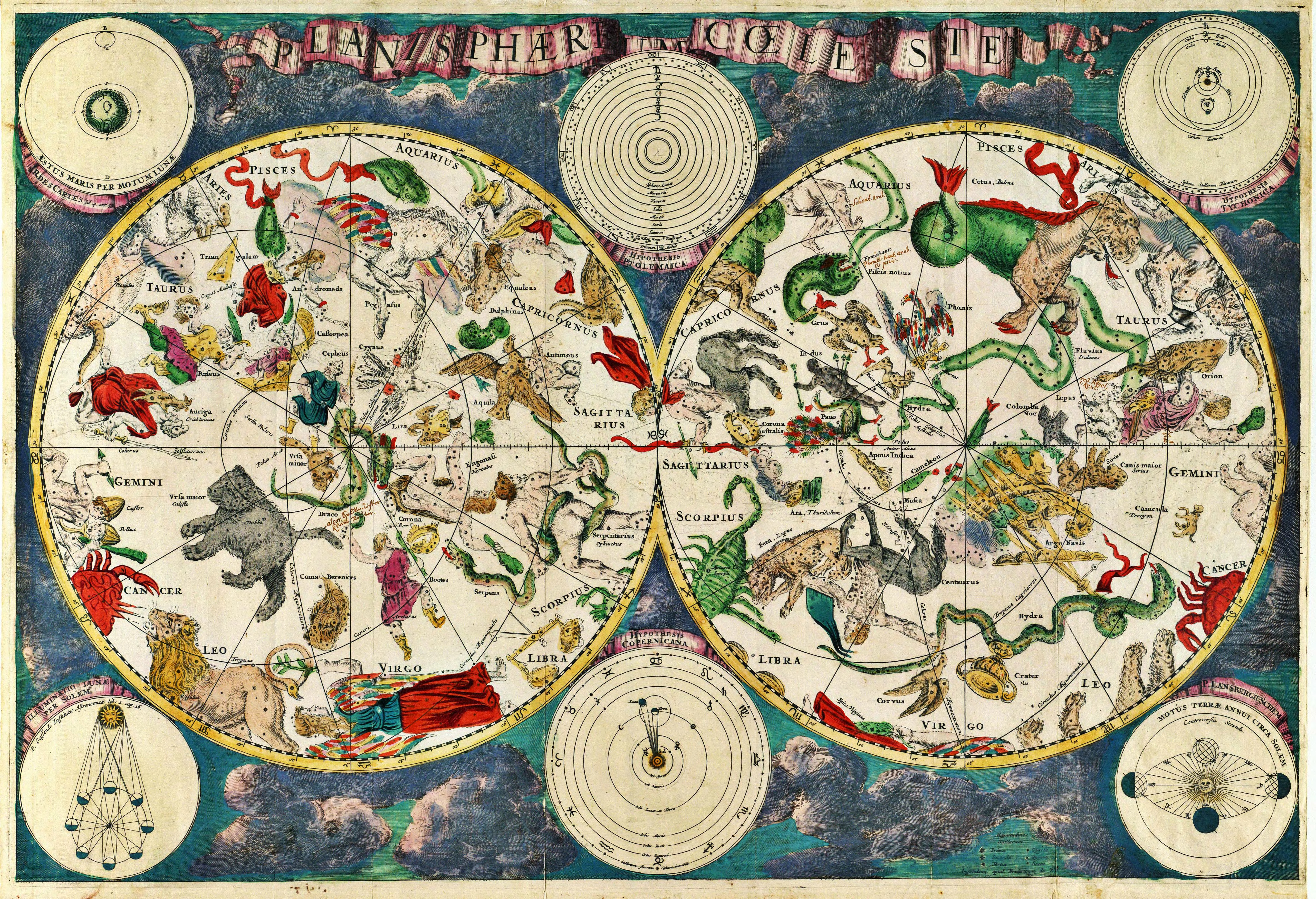
Harta constelațiilor în reprezentarea lui Frederik de Wit (sec. al XVII-lea)

Cerul înstelat sau cerul nocturn desemnează cerul vizibil în timpul nopții. În astronomie desemnează cerul lipsit de nori vizibil în timpul nopții.
Constelațiile sunt aranjamente stelare vizibile pe cerul nocturn. Alte obiecte nocturne strălucitoare sunt planetele sistemului solar, cometele, nebuloasele, galaxiile, supernovele.  În secolul al II-lea d.Hr. Ptolemeu a identificat 48 de constelații, multe alte fiind identificate încă din perioada babiloniană. 
În prezent sunt identificate 88 constelații. Numele constelației se referă atât la aranjamentul propriu-zis al stelelor din ea, cât și la întreaga regiune de pe cer pe care o ocupă aceste stele. 
Bolta cerească, numită și sfera cerească, este împărțită la fel ca și Pământul în două emisfere.
- Emisferele cerești sunt câte o jumătate de boltă cerească care înconjoară Pământul, ele fiind despărțite una de cealaltă prin ecuatorul ceresc care desparte emisfera sudică de cea nordică; cupola cerului văzută de la un anumit punct de pe Pământ este mărginit de linia orizontului.
- Galaxia noastră "Calea Lactee" e situată în zona centrală a bolții cerești și apare ca un brâu des cu stele.
- Bolta stelară diferă după anotimp, cu excepția unor stele numite "stele fixe", care servesc în geodezie sau la orientare în navigația maritimă.

Constelațiile din  emisfera nordică cunoscute azi au fost înregistrate de către Hevelius în 1687.

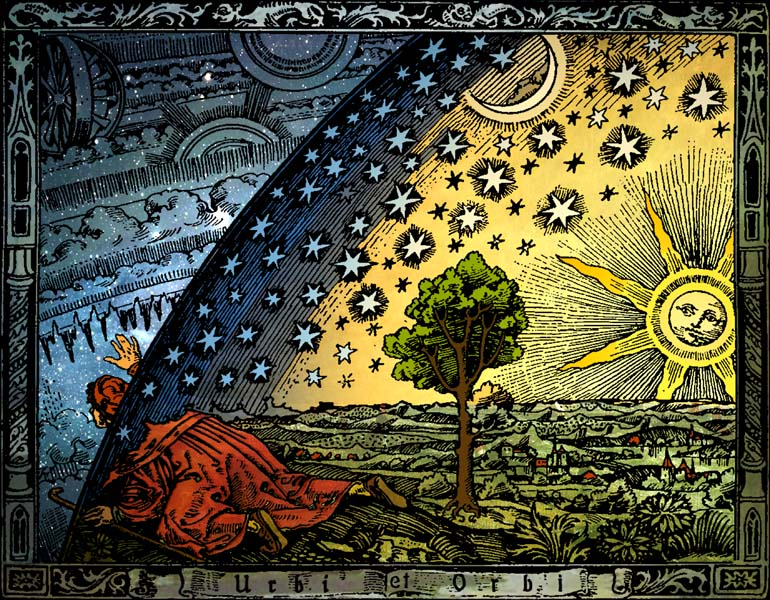
Universum – C. Flammarion, Woodcut, Paris 1888, Kolorit: Heikenwaelder Hugo, Wien 1998

## Cerul în mișcare
Încă de pe vremea vechilor greci astronomii au numit cerul nocturn "sfera celestă", pentru că, văzut de pe Pământ, el arată ca suprafața unei sfere văzută din interior (bolta cerească), cu stelele prinse de ea. Ecuatorul și polii tereștri sunt proiectate pe sferă pentru a forma un ecuator celest și un pol nord și sud celest, figuri folosite la stabilirea pozițiile stelelor pe cer.
Dat fiind că Pământul se rotește, stelele și constelațiile par să se rotească pe cer în decursul unei nopți. Porțiunea din sfera celestă care poate fi văzută de un observator depinde de poziția Pământului pe orbită.
Cu toate că stelele se învârtesc permanent pe cer, poziția lor relativă (unele față de altele) rămâne aproape neschimbată pe durata vieții unui om, și chiar și mai mult. De aceea ele se mai numesc și „stele fixe”. În realitate însă, și stelele așa-zise fixe își schimbă poziția relativă - dar aceste schimbări devin observabile abia în decursul mileniilor. Spre deosebire de „stelele fixe”, planetele sistemului solar parcurg pe cer mișcări aparent neregulate, întortocheate, aceasta datorită apropierii lor de Pământ și diversității lor de viteze și planuri de orbitare în jurul Soarelui.
Deși constelațiile par plane, stelele lor se află la distanțe diverse față de Pământ. De exemplu, stelele Betelgeuse și Mintaka din constelația Orion se află una la 330 și cealaltă la 2.300 de ani-lumină. În timp, de-a lungul mileniilor, constelațiile își schimbă treptat forma, pentru că stelele își modifică poziția unele față de celelalte.

## Constelații
Majoritatea constelațiilor din emisfera nordică pe care le cunoaștem astăzi au fost denumite de vechii greci după personaje, creaturi sau figuri din mitologie. Constelațiile din emisfera sudică au fost identificate și denumite în secolele 16-18, mai ales de către olandezi, în timp ce navigatorii explorau coastele sudice. O parte sunt numite după instrumente științifice, cum ar fi Antlia (Mașina Pneumatică), Telescopium și Orologiul (pendula).

## Constelații - recorduri și date
- Hidra este cea mai mare constelație.
- Crux (Crucea Sudului) este cea mai mică. Apare pe steagurile Australiei, Noii Zeelande, Braziliei și Samoa de Vest.
- Doar câteva constelații sunt vizibile în ambele emisfere - de exemplu Orion și Aquila (vulturul). Centura lui Orion se află pe ecuatorul celest.
- Pegasus e vizibil răsturnat în emisfera nordică, toamna, iar primăvara, în emisfera sudică, în poziție normală.
- Cele 12 constelații zodiacale sunt intersectate de ecliptică (planul sistemului solar). Asta înseamnă că, văzut de pe Pământ, Soare, Lună și toate planetele în afară de Pluton, ecliptica trece prin ele. Gravitația exercitată de-a lungul timpului de corpurile din galaxie asupra Pământului au ca efect faptul că ecliptica trece acum printr-o a 13-a constelație, Ophiucus (Omul cu Șarpele).

## Alte priveliști pe cerul nocturn
Pe cerul nocturn pot fi văzute cu ochiul liber circa 2 000 de stele, dar cele mai strălucitoare obiecte sunt planetele Venus, Mercur și Jupiter. Dintre acestea, Venus, numită și Luceafăr de seară sau de dimineață, e cea mai luminoasă. Alpha Centauri, una din stelele cele mai apropiate de Pământ, este vizibilă doar din emisfera sudică. Panglica palidă care traversează cerul e Calea Lactee văzută dintr-o parte. E vizibilă și galaxia Andromeda, aflată la 2,2 milioane de ani-lumină. Alte spectacole nocturne: supernovele - stele care explodează - și nebuloasele, locul de naștere al stelelor, cum e Nebuloasa Crabului.
Racul este o constelație care seamănă cu un crab. În mitologia romană acest crab ar fi ajutat Hidra în lupta cu Hercule. Legenda spune că Hidra cu șapte capete trăia în mlaștinile din apropierea orașului Lerna din Argos, Grecia. Hidra ar fi fost ajutată de un crab uriaș cu clești ascuțiți care s-a agățat de picioarele lui Hercule. Încercările lui Hercule de a tăia capetele crabului cu un lemn înroșit în foc s-au dovedit a fi inutile, acestea creșteau la loc. Coada era singura care nu mai putea să crească la loc. Drept recompensă, zeița Hera a ridicat crabul la cer, transformându-l în constelație.
Racul este cea mai modestă constelație zodiacală, neexpresivă, din emisfera nordică și se află la o distanță de 500 ani-lumină. Constelația este vizibilă și din România.

## Ursa Mare
Numele constelației Ursa Mare sau și Ursa Major din emisfera nordică înseamnă "marele urs". Potrivit legendei, nimfa Callisto a fost transformată de Zeus într-o ursoaică și plasată pe cer. Cele mai strălucitoare 7 stele ale constelației Ursa Mare formează asterismul Carul Mare (sau Căruța), în funcție de forma lor distinctă pe cerul nopții.

## Sclipirea stelelor
Stelele sclipesc deoarece lumina lor, până a ajunge la noi, trece prin atmosfera terestră. Straturile acesteia au temperaturi diferite și se și deplasează permanent, refractând lumina în mod instabil; ca rezultat nouă ni se pare că steaua se mișcă (vibrează, sclipește) permanent.

## Steaua Polară
Steaua cea mai apropiată de polul nord celest e cunoscută ca Steaua Polară. Mai e numită și Polaris, din constelația Ursa Minor. În timp ce alte stele se mișcă pe cerul nopții, datorită rotației Pământului, Polaris rămâne în aceași poziție. Nu există o stea care să marcheze polul sud celest, dar Crucea Sudului trece câteodată prin el.

## Galerie de imagini a cerului cu stele în cele patru anotimpuri
Imagini ale cerului înstelat în România, circa la ora 22, pe la mijlocul lunilor aprilie, iulie, octombrie și ianuarie. Pe imagini sunt marcate și punctele cardinale.

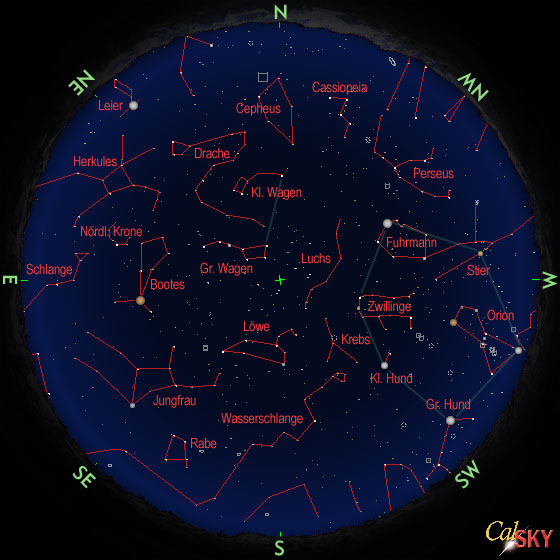
Primăvara
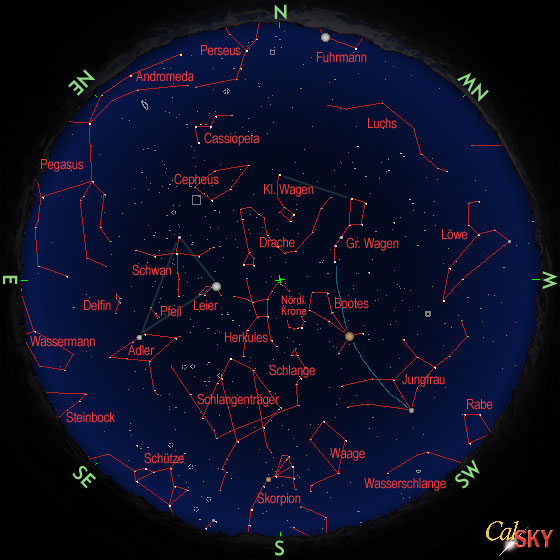
Vara
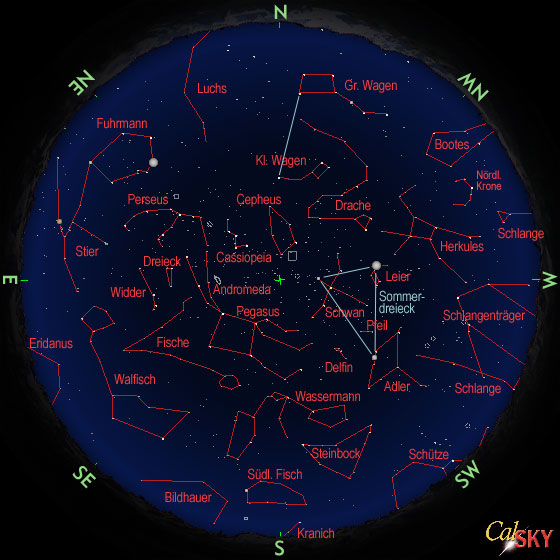
Toamna
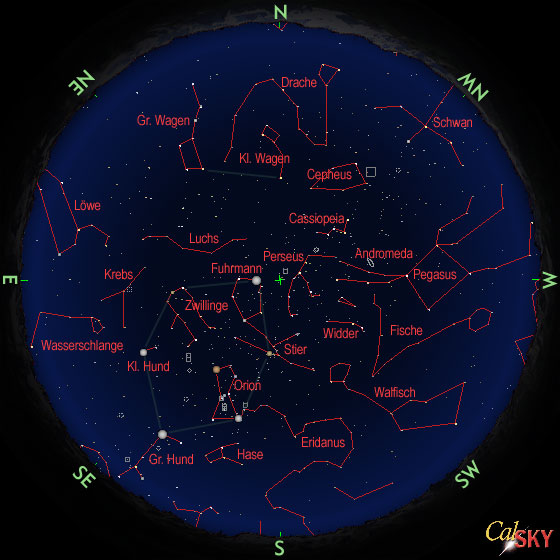
Iarna

### Legendă
| - Bootes = Boarul; Văcarul (sau ciobanul de vaci) - Kl. Wagen = Carul Mic - Gr. Wagen = Carul Mare - Kl. Hund = Câinele Mic - Gr. Hund = Câinele Mare - Drache = Dragonul - Fische = Peștii | - Fuhrmann = Vizitiul - Hase = Iepurele - Jungfrau = Fecioara - Krebs = Racul - Löwe = Leul - Luchs = Linxul - Polarstern = Steaua Polară | - Rabe = Corbul - Schwan = Lebăda - Stier = Taurul - Walfisch = Balena - Wasserschlange = Hidra - Widder = Berbecul - Zwillinge = Gemenii |